# غوستافو أنتون
غوستافو ميغل أنخل أنتون (بالإسبانية: Gustavo Miguel Ángel Antoun)‏ (مواليد 11 نوفمبر 1957)، وهو لاعب كرة قدم أرجنتيني سابق لعب لعدة أندية أرجنتينية وتشيلية.

## الفرق
- فيليز سارسفيلد 1979
- فيلا دالمين 1980–1981
- سانت لويس كويلوتا 1982
- أرسنال ساراندي 1983–1984
- معهد قرطبة 1985–1987
- راسينغ دي كوردوبا 1987–1988
- معهد قرطبة 1988–1989

## وصلات خارجية
- Profile at BDFA (بالإسبانية)